# Shenzhen I/O
Shenzhen I/O is een puzzelspel ontwikkeld en uitgegeven door Zach Barth onder de bedrijfsnaam Zachtronics. Het spel kwam op 17 november 2016 uit voor Linux, macOS en Microsoft Windows. 
In Shenzhen I/O speelt de speler een elektrotechnicus die naar China is geëmigreerd om voor een technologiebedrijf te werken. In het spel moet de speler voor verschillende cliënten schakelingen creëren en schijnassembleertaal schrijven om het correct te laten werken.
Shenzhen I/O is de spirituele opvolger van TIS-100 uit 2015, een puzzelpel waar de speler ook schijnassembleertaal moet schrijven.